# Antíkyra
Pour les articles homonymes, voir Anticyra.
Antíkyra ou Anticyra (grec moderne : Αντίκυρα) est un port situé sur la côte nord du golfe de Corinthe dans l'actuelle Béotie, en Grèce. Il fait partie du dème de Dístomo-Aráchova-Antíkyra.

## Histoire
Le nom d'Anticyra passait dans l'Antiquité pour provenir du nom d'un héros, Antikyreos ou Anticyreus, qui aurait soigné Héraclès de la folie à l'aide d'hellébore.

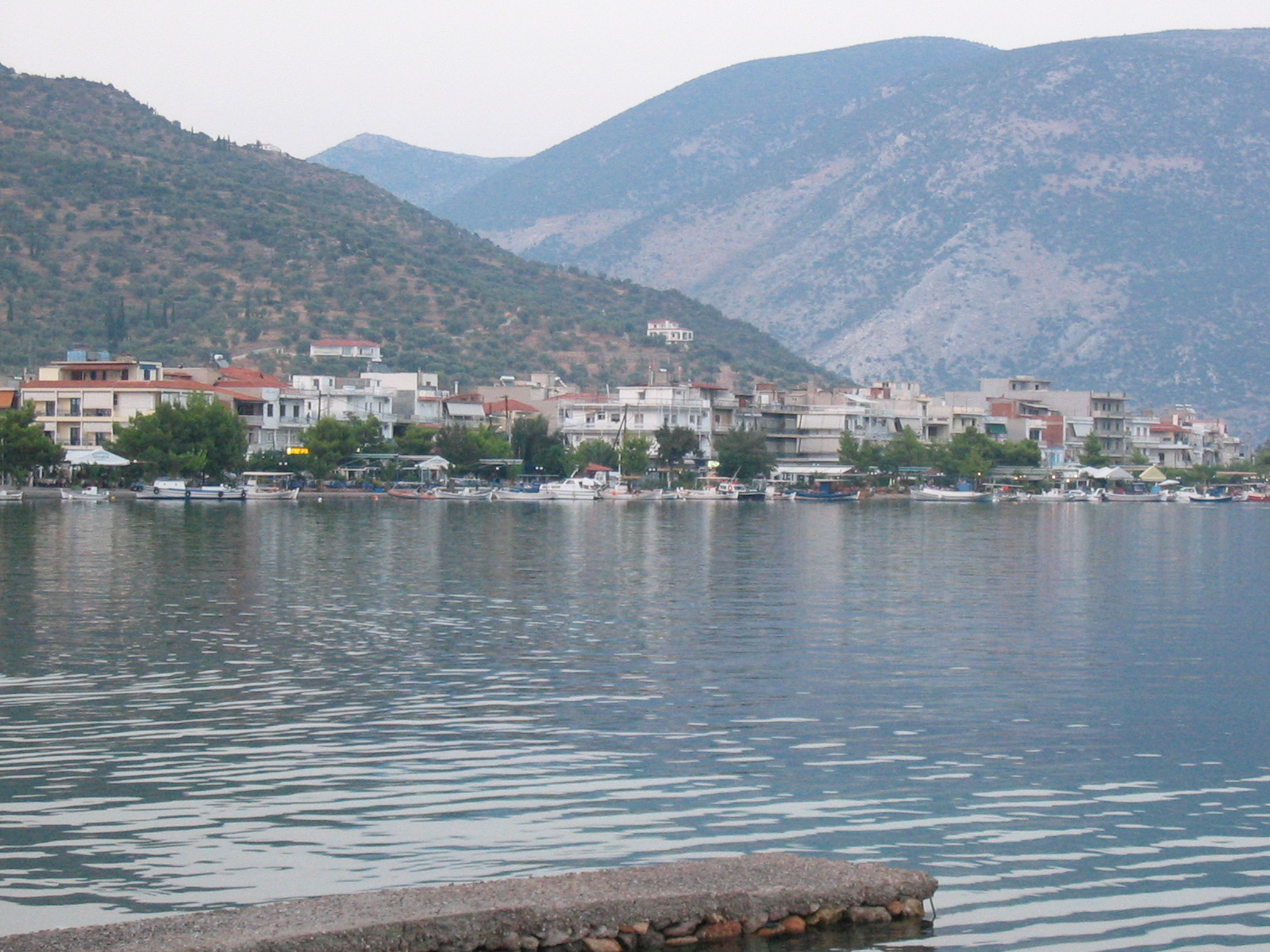
Vue d’Antíkyra en 2007.